# ホイットリー・ストリーバー
ホイットリー・ストリーバー （Whitley Strieber、1945年6月13日 - ）は、アメリカ合衆国テキサス州サン・アントニオ出身の作家、UFO研究家。
テキサス大学を卒業後、1978年に小説家デビュー。ホラーを中心に執筆を続けるが、1987年に自身の異星人遭遇体験を発表して論争を引き起こした。
異星人との遭遇を題材とした映画ウィッチマウンテン/地図から消された山では本人役としてカメオ出演している。

## 著書
- 『ウルフェン』 The Wolfen
- 『ラスト・ヴァンパイア』 The Last Vampire
- 『薔薇の渇き』 The Hunger
- 『ウォー・ディ』 Warday
- 『宇宙からの啓示 -異星人遭遇記録』 Transformation -The Breakthrough
- 『コミュニオン -異星人遭遇全記録』 Communion -A True Story
- 『遭遇を超えて』 Breakthrough: The Next Step
- 『デイ・アフター・トゥモロー -スーパーストーム-世界が氷に覆われる日』 The Coming Global Superstorm
- 『デイ・アフター・トゥモロー』